# 克魯馬
克鲁马，是阿爾巴尼亞东北部庫克斯州哈斯市镇的行政分区及该市镇的行政中心。之前曾为单独的市镇，在2015年政府改革后称为哈斯市镇的一部分。距離庫克斯30公里，海拔高度430米。2011年人口普查时人口数量为6,006人。它也是前哈斯區的区府。
該鎮在二十世紀晚期的主要經濟活動是銅礦業。